# ایل پنجستون
ایل پنج‌ستون یکی از ایلات کرد استان ایلام است. که منطقه زیست مردمان این ایل از نظر جغرافیایی از طرف مغرب به دامنه غربی کوه مرزی کولگ و از طرف شرق به کوه های پشت شهر ایلام و از طرف جنوب به رودخانه چشمه سرخ یا غار زینگان و از طرف شمال به رودخانه گدارخوش یا امام زاده حسن در دامنه کوه بلوان منتهی می شود. مردم این ایل به کردی ایلامی تکلم می‌کنند.

## وجه تسمیه
نام پنج‌ستون به احتمال زیاد از نام پنج برادر و یا پنج خانوار اصیل منطقه یا پنج تکیه‌گاه گرفته شده است که در ده پایین (جنوب شهر ایلام امروزی یا دیوالای خوارگ) ساکن بوده‌اند و به مرور زمان جمعیت آن‌ها افزوده شده است و ایلی به نام پنج‌ستون تشکیل داده‌اند.

### طوایف و تیره‌های ایل پنج‌ستون
رزم‌آرا نام پنج‌ستون را جزو  ایلات و طوایف پشتکوه آورده است. علیرضا اسدی ایل پنج‌ستون را از ایلات مستقل و معتبر استان ایلام معرفی کرده است که در چالسرا، هفت چشمه، مهدی آباد، بانقلان و فاطمیه شهرستان ایلام، چم‌آب (چماب) و  لیزن ( لوزن، لیوزن یا کمار) صالح آباد شهرستان مهران سکونت دارند که عده بسیاری از آن‌ها نیز ساکن شهر ایلام هستند. محمدجلیل بهادری پنج‌ستون را از ایلات اصلی و کهن استان ایلام می‌داند. جعفر خیتال این ایل را به دو تیره تقسیم‌بندی کرده است. علیرضا اسدی و رستم رفعتی ایل پنج‌ستون را شامل طوایف توشمالان پنج‌ستون، پنج‌ستون چالسرا، پنج‌ستون مهدی‌آباد، کلاه پهن، بانقلان، چم‌آب (چماب) و لیزن ( لوزن، لیوزن یا کمار) می‌دانند که به تیره‌های متعددی تقسیم می‌شوند.

## بزرگان ایل پنج‌ستون
از بزرگان این ایل می‌توان به توشمال حبیب بهادری رئیس ایل پنج‌ستون، توشمال کمر، حاج ملک‌خان صفربیگی، توشمال فرج، توشمال ناصر یوسفی، کدخدا امین‌بیگ قیطاسی، فاروق بهادری، خان منصور رئیس طایفه کلاه پهن ،مشهدی نادری، میرزاخان، جمشید، رحیم بگ، حاج شاه منصور، کدخدا گنجعلی سبزی،کدخدا مهدی خان  نصرالهی،کد خدا فتاح سلیمانی،کدخدا سلمان نصرالهی ، کدخدا ملک درویشی، صیدحسین، فرهاد، فرض علی، مرادبگ و ... اشاره نمود.